# McChord Air Force Base
McChord AFB is een plaats (census-designated place) in de Amerikaanse staat Washington, en valt bestuurlijk gezien onder Pierce County. Het ligt ongeveer 11 km ten zuiden van Tacoma aan Interstate 5.

## Demografie
Bij de volkstelling in 2000 werd het aantal inwoners vastgesteld op 4096.

## Geografie
Volgens het United States Census Bureau beslaat de plaats een oppervlakte van
15,0 km², geheel bestaande uit land.

## Plaatsen in de nabije omgeving
De onderstaande figuur toont nabijgelegen plaatsen in een straal van 8 km rond McChord AFB.

## De luchtmachtbasis McChord Air Force Base
De luchtmachtbasis is de thuisbasis van de 62nd Airlift Wing, een onderdeel van Air Mobility Command die anno 2013 met de Boeing C-17 Globemaster III vliegt. De basis huisvest ook de 446th Airlift Wing, een Air Force Reserve Command-eenheid eveneens uitgerust met C-17 Globemaster IIIs.

### Geschiedenis
In 1930 werd het vliegveld Tacoma Field geopend ten noorden van de legerbasis Camp Lewis (nu Fort Lewis). Het werd in 1938 overgedragen aan de Amerikaanse regering. In 1940 werd het hernoemd tot McChord Field, als eerbetoon aan kolonel William Caldwell McChord, die verongelukte met een Northrop A-17 op 18 augustus 1937.
In de Tweede Wereldoorlog werd er de 17th Bombardment Group gestationeerd, aanvankelijk met Douglas B-18 Bolo bommenwerpers en later met de nieuwe North American B-25 Mitchell. Na het vertrek van de 17th Bomb Group in februari 1942 werd McChord Field een trainingsbasis van de United States Army Air Force.
In 1948 werd het vliegveld hernoemd tot McChord Air Force Base. Tijdens de Koude Oorlog werden er diverse squadrons met onderscheppingsjagers gestationeerd. Op McCord werd ook een station gebouwd van het permanent radar-luchtverdedigingsnetwerk van de Verenigde Staten. De 62nd Troop Carrier Wing, de voorloper van de 62nd Airlift Wing, werd geactiveerd op 15 augustus 1947, aanvankelijk uitgerust met Curtiss C-46 Commandos. Deze eenheid vloog later met de Douglas C-54 Skymaster, Douglas C-124 Globemaster II, Lockheed C-141 Starlifter en sedert de jaren 1990 met de C-17 Globemaster III.
Op 1 februari 2010 werd de luchtmachtbasis samengevoegd met de legerbasis Fort Lewis tot de Joint Base Lewis-McChord. Deze gezamenlijke basis heeft twee vliegvelden: naast McChord is er ook Gray Army Airfield op Fort Lewis, een achttal kilometer van McChord.